# Romina Basso
Romina Basso (Gorizia, ...) è un mezzosoprano italiano con un'ampia discografia di opere barocche.

## Biografia
Nata a Gorizia, Romina Basso vi ha iniziato gli studi all’Istituto di Musica, seguita da Elena Lipizer e Cecilia Seghizzi. In seguito si è diplomata in canto al Conservatorio Benedetto Marcello di Venezia. Nel 2000 si è laureata in lettere moderne all’Università di Trieste in Storia della musica con una tesi su Augusto Cesare Seghizzi, musicista goriziano. La tesi è stata pubblicata l'anno successivo per i tipi della Provincia di Gorizia. 
Ha inoltre partecipato a masterclasses condotte, fra gli altri, da Peter Maag, Rockwell Blake e Claudio Desderi.
Inizialmente i suoi interessi sono volti ad opere composte fra Otto e Novecento, come mostra la sua partecipazione, nel 2003, all'incisione dell'opera Zanetto di Pietro Mascagni. 
Di lì a poco, tuttavia, si volge al repertorio barocco, nel quale in breve si afferma come una delle interpreti più originali e significative.
Nel 2007 con Il complesso barocco di Alan Curtis partecipa alla registrazione del Motezuma di Antonio Vivaldi. 
È particolarmente nota per le sue interpretazioni delle opere di Vivaldi.

## Discografia
- Porpora, Notturni
- Vivaldi, Atenaide . Modo Antiquo, Federico Maria Sardelli
- Vivaldi, Ercole sul Termodonte . Europa Galante, Fabio Biondi
- Vivaldi, Orlando Furioso . Modo Antiquo, Federico Maria Sardelli
- Vivaldi, L'Oracolo in Messenia . Europa Galante, Fabio Biondi
- Handel, Giulio Cesare in Egitto . Il Complesso Barocco, Alan Curtis
- Handel, Giulio Cesare in Egitto. Orchestra di Patrasso, George Petrou
- Galuppi, musica sacra. Coro e consorte Ghislieri, Giulio Prandi
- Vivaldi, Armida al campo d'Egitto . Concerto Italiano, Rinaldo Alessandrini
- Vivaldi, Nuove scoperte I. Modo Antiquo, Federico Maria Sardelli
- Handel, Cantatas Italian Vol.5. La Risonanza, Fabio Bonizzoni
- Handel, Cantatas Italian Vol.6. La Risonanza, Fabio Bonizzoni
- L'Olimpiade (Opera pasticcio). Orchestra barocca di Venezia, Markellos Chryssicos
- Galuppi, L'Olimpiade . Orchestra barocca di Venezia, Andrea Marcon
- Mascagni, Zanetto .